# ضفدع الجحر المكسيكي
ضفدع الجحر المكسيكي (الاسم العلمي: Rhinophrynus dorsalis) هو النوع الوحيد في جنس العلجوم الأنفي وينتمي إلى فصيلة العلاجيم الأنفية. تعيش هذه الضفادع من جنوب تكساس عبر المكسيك وبليز وغواتيمالا وهندوراس والسلفادور إلى نيكاراغوا وكوستاريكا.